# Storena cochleare
Storena cochleare är en spindelart som beskrevs av Rudy Jocqué och Baehr 1992. Storena cochleare ingår i släktet Storena och familjen Zodariidae.
Artens utbredningsområde är New South Wales. Inga underarter finns listade i Catalogue of Life.